# Benoît Broyart
 (février 2021).
Benoît Broyart, né le 16 mars 1973 à Reims, est un écrivain français, auteur de romans, d'albums et d'ouvrages documentaires, surtout pour la jeunesse, et scénariste de bandes dessinées,.

## Biographie
Après avoir travaillé en librairie à Paris, il s'installe en Bretagne. Il collabore au magazine d'actualité littéraire Le matricule des anges de 1998 à 2005, puis se consacre à l'écriture. Il a publié une soixantaine de livres chez plusieurs éditeurs (Éditions Milan, Le Seuil, Éditions Thierry Magnier, Éditions Glénat, etc.) et intervient très fréquemment auprès de différents publics, adultes et enfants: écoles, collèges, lycées, centres de détention, instituts médico-professionnels, etc.
En 2017, il agit comme scénariste pour la web-série Solenn et Plop, produite par Bretagne Culture Diversité.
Depuis 2019, il est président du Comité consultatif de Livre et lecture en Bretagne.

## Œuvres

### Jeunesse

#### Bandes dessinées
- La Pension Moreau (dessins : Marc Lizano), Éditions de la Gouttière
  - Tome 1. Les enfants terribles, 2017
  - Tome 2. La peur au ventre, 2018
  - Tome 3. La chasse à l'enfant, 2019
- Les enfants de Midvalley (dessins : Romuald Reutimann), Kramiek
  - Tome 1. La nuit de l’horloger, 2015
  - Tome 2. Les deux montres, 2017

#### Romans
- Jeanne, jardinière du roi (illustrations : Benjamin Strickler), roman, Éditions Milan, 2019
- Emma, l’amie des animaux (illustrations : Max de Radiguès), Coll. Docs Benjamin, Éditions Milan, 2019
- Le vrai héros des JO (illustrations : Marie Spénale), Coll. Docs Benjamin, Éditions Milan, 2018
- À nous deux l’espace (illustrations : Wouzit), Coll. Docs Benjamin, Éditions Milan, 2018
- Le secret de Barbe Noire (illustrations : Thomas Priou), Coll. Docs Benjamin, Éditions Milan, 2018
- Le show de l’année (illustrations : Claire de Gastold), Coll. Docs Benjamin, Éditions Milan, 2018
- Julia, apprentie comédienne (illustrations : Théo Calméjane), Coll. Docs Benjamin, Éditions Milan, 2018
- Lili, justicière des mers (illustrations : Mathilde George), Coll. Docs Benjamin, Éditions Milan, 2018
- Kimia, petit singe en danger (illustrations : Cléo Germain), Coll. Docs Benjamin, Éditions Milan, 2017
- Le réveil du volcan (illustrations : Max de Radiguès), Coll. Docs Benjamin, Éditions Milan, 2017
- Pas peur du loup (illustrations : Iris Boudreau), Coll. Docs Benjamin, Éditions Milan, 2017
- Pépin, chevalier courageux (illustrations : Alexandre Franc), Coll. Docs Benjamin, Éditions Milan, 2017
- Bienvenue chez le vampire (illustrations : Aurélie Grand), Coll. Milan Cadet, Éditions Milan, 2016
- Anhour, petit scribe (illustrations : Vincent Sorel), Coll. Docs Benjamin, Éditions Milan, 2016
- Pépin, chevalier pressé (illustrations : Alexandre Franc), Coll. Docs Benjamin, Éditions Milan, 2016
- Au secours ! (illustrations : Clotka), Coll. Docs Benjamin, Éditions Milan, 2016
- Cours, petit dino ! (illustrations : Claire de Gastold), Coll. Docs Benjamin, Éditions Milan, 2016
- Gaspard et les drôles de machines (illustrations : Benjamin Strickler), Coll. Docs Benjamin, Éditions Milan, 2016
- La chasseuse de mammouths (illustrations : Pierre Van Hove), Coll. Docs Benjamin, Éditions Milan, 2016
- Les enfants de Midvalley (illustrations : Romuald Reutimann), Chours, 2015
- Ma mère est une sirène (illustrations : Laurent Richard), coll. Trimestre, Oskar éditeur, 2014
- Taratata, monsieur le roi !, collection Benjamin Milan poche, Éditions Milan, 2014
- Les caprices de Mélisse (illustrations : Elsa Fouquier), Coll. Benjamin Milan poche, Éditions Milan, 2013
- La bouche de l’ogre (illustrations : Donatien Mary), coll. Trimestre, Oskar éditeur, 2013
- La reine de la nuit, collection Court-métrage, Éditions Oskar, 2013
- Le taureau à lunettes (illustrations : Daphné Hong), Coll. Benjamin Milan poche, Éditions Milan, 2012
- Chut, monsieur Dragon (illustrations : Laurent Richard), Coll. Benjamin, Éditions Milan, 2012
- Cavale, collection Court-métrage, Éditions Oskar, 2012
- Si tu savais, collection Court-métrage, Éditions Oskar, 2012
- Magie noire, collection Mini-romans, Sarbacane, 2011
- La pêche au trésor (illustrations : Laurent Richard), Coll. Benjamin, Éditions Milan, 2010
- Tina Tornade contre Gary Calamar (illustrations : Anne Simon), collection Cadet+, Éditions Milan, 2010
- Le pire des vampires (illustrations : Édith), collection Cadet+, Éditions Milan, 2009
- Le pirate tête à claques (illustrations : Laurent Richard), Coll. Benjamin Milan poche, Éditions Milan, 2008
- Dans sa peau, roman, collection Ados, Éditions Thierry Magnier, 2008
- Au feu, les dragons (illustrations : Hervé Le Goff), coll. Benjamin Milan poche, Éditions Milan, 2007
- La nuit dans la forêt, roman, collection Petite poche, Éditions Thierry Magnier, 2007
- Un grand-père presque parfait (illustrations : Gwen Keraval), Coll. Milan Cadet poche, Éditions Milan, 2006
- Une bonne équipe, collection Petite poche, Éditions Thierry Magnier, 2005

#### Textes courts
- Entre les lignes (avec Thomas Scotto), textes courts, Cavale éditions, 2019
- Six nuances de premières fois, recueil de nouvelles collectif, Eyrolles, 2017
- Auprès de mon arbre, poèmes illustrés, La maison est en carton, 2013
- Nouvelles vertes, recueil de nouvelles collectif, Éditions Thierry Magnier, 2005

#### Albums
- Ma mère à deux vitesses (illustrations : Laurent Richard), Hygée éditions, 2019
- Où es-tu ? (illustrations : Violaine Leroy), Seuil jeunesse, 2016
- Papy Superflash (illustrations : Ed), livre-CD, Benjamins Media, 2015
- Un éléphant à New-York (illustrations : Delphine Jacquot), Seuil jeunesse, 2015
- Princesse Astro (illustrations : Maria Karapidou), Éditions Milan, 2015
- Spézette (illustrations : Soizic Gilibert), Beluga, 2012
- Librairie Chamboul’tout (illustrations : Laurent Richard), Beluga, 2012
- Les carottes sont cuites (illustrations : Laurent Richard), Beluga, 2010
- La fin des haricots (illustrations: Laurent Richard), Beluga, 2010
- Lunatic (illustrations: Gilles Debenat et Maud Gérard), Drolatic Industry, 2009
- Luli dans le désert blanc (illustrations : Magalie Garcia), Gulf Stream Éditeur, 2008

#### Documentaires
- Suis du doigt la chauve-souris (illustrations : Margaux Grappe), éditions La cabane bleue, 2021
- Suis du doigt la tortue de mer (illustrations : Félix Rousseau), éditions La cabane bleue, 2020
- Suis du doigt le loup (illustrations : Evelyne Mary), éditions La cabane bleue, 2020
- Suis du doigt l’ours polaire (illustrations : Marta Orzel), éditions La cabane bleue, 2019
- Suis du doigt l’abeille (illustrations : Suzy Vergez), éditions La cabane bleue, 2019
- Vers un monde alternatif ? (avec Sylvie Muniglia), collection Et toc !, Gulf Stream Éditeur, 2012

### Adultes

#### Bandes dessinées
- Nanaqui, une vie d’Antonin Artaud (dessins et couleurs : Laurent Richard), roman graphique, collection 1 000 Feuilles, Éditions Glénat, 2019

#### Fiction
- Sous la cendre, roman, Éditions Tri Nox, 2020
- Entre les lignes (avec Thomas Scotto), textes courts, Cavale éditions, 2019
- Auprès de mon arbre, poèmes illustrés, La maison est en carton, 2013
- Le corps en miettes, roman, collection La Brune, Éditions du Rouergue, 1999